# Classe Furutaka
La classe Furutaka era formata dai due incrociatori pesanti giapponesi Furutaka e Kako. Conobbe una lunga e tormentata progettazione, completata nell'estate 1921, ed entrò in servizio nel corso del 1926 dopo un'altrettanto laboriosa fase di costruzione. La classe fu oggetto di più interventi che riguardarono l'incremento della contraerea di bordo, la riprogettazione di fumaioli e sovrastrutture, l'aggiunta di una catapulta per aerei e il totale rinnovamento delle artiglierie principali, che passarono da sei torri singole con cannoni da 200 mm a tre torri binate con pezzi da 203 mm: gran parte di questi lavori avvennero tra il 1936 e il 1939, quando i due incrociatori rimasero negli arsenali di Kure e Sasebo. Anche la dotazione silurante fu reimpostata in questo periodo su due impianti brandeggiabili, posti sul ponte di coperta e armati con i siluri Type 93 da 610 mm.
Il Furutaka e il Kako formarono la 6ª Divisione e operarono insieme nel Mar Cinese Orientale durante gli anni venti e trenta. Furono poi aggregati con lo Aoba e il Kinugasa nella 6ª Divisione e parteciparono a svariate operazioni anfibie nel Pacifico centrale e nella vasta regione arcipelago di Bismarck-isole Salomone-Nuova Guinea. Furono poi coinvolti nella battaglia del Mar dei Coralli e nella battaglia dell'isola di Savo, subito dopo la quale il Kako fu affondato dal sommergibile USS S-44 al largo di Kavieng. Il Furutaka sopravvisse solo due mesi al gemello: durante la caotica battaglia di Capo Speranza (11-12 ottobre 1942) fu raggiunto da numerose granate e anche da un siluro che squarciò lo scafo presso i locali caldaie; l'allagamento fu incontrollabile e l'incrociatore sprofondò a nord-est di Guadalcanal all'alba del 12 ottobre. Entrambi gli equipaggi, comunque, lamentarono a testa solo una trentina di morti.

## Caratteristiche
La classe Furutaka era destinata alla ricognizione offensiva e pensata come contrasto delle classi di incrociatori pesanti Hawkins (in forza alla Royal Navy) e Omaha (entrata in servizio con la United States Navy). La corazzatura rappresentava solo il 12% circa del dislocamento complessivo della nave (1 200 tonnellate), in quanto il progettista, capitano di vascello Yuzuru Hiraga, aveva ricevuto consegna di risparmiare più peso possibile per privilegiare armamento e velocità. Questo disegno iniziale offriva una protezione solo contro proiettili da 152 mm e quindi una successiva revisione in cantiere comportò un sensibile aumento di dislocamento, oltre che l'installazione delle catapulte per i due aerei.
I due esemplari presentavano una lunghezza di 185,17 metri fuori tutto, una larghezza di 15,77 metri e un pescaggio massimo di 5,56 metri. Il dislocamento standard arrivava a 8 230 tonnellate e a pieno carico ammontava a 9 580 tonnellate Il sistema di propulsione era formato da dodici caldaie disposte in sette sale, che alimentavano quattro turbine a ingranaggi a vapore per una potenza totale di 102 000 shp; a ogni gruppo era vincolato un albero motore con elica. L'autonomia era di 7 000 miglia a una velocità media di 14 nodi e la velocità massima eccedeva di poco i 35 nodi.
L'armamento principale degli incrociatori era composto da sei cannoni Type 3 numero 1 da 200 mm lunghi 50 calibri (L/50), installati in semitorrette singole (tre a prua, tre a poppa) disposte in senso longitudinale; come ulteriore arma antinave furono aggiunti sei paia di tubi lanciasiluri fissi che protudevano dallo scafo. L'armamento antiaereo era limitato a soli quattro cannoni Type 3 da 76 mm. La corazzatura lungo tutta la cintura era spessa 76 mm e inclinata a 9°; per il ponte medio era spessa 35 mm e 48 mm per il ponte di coperta; i magazzini principali erano dotati di corazzature spesse 51 mm per le pareti e 35 mm per il tetto; su torrette e sala del timone decresceva a 25 mm, mentre le barbette erano spesse 57 mm. La difesa contro i siluri sotto la linea di galleggiamento era costituita da una struttura a tubo cava e non corazzata, disposta lungo il margine inferiore di tutta la cintura, e da una paratia interna e longitudinale che doveva limitare l'allagamento a un solo lato dello scafo: sebbene carente, questo tipo di difesa era comunque diffuso presso le marine da guerra coeve. Nel complesso la corazzatura fu giudicata sufficiente per resistere ai proietti navali da 152 mm sparati tra i 12 000 e i 15 000 metri di distanza.
L'equipaggio contava cinquanta ufficiali e 589 marinai. Poiché i progetti per una catapulta per aerei fissa non erano ancora pronti quando la nave fu disegnata e costruita, venne implemetata una catapulta provvisoria che l'equipaggio montava quando necessario sulla torre numero 4 e a bordo fu tenuto solo un idrovolante. La soluzione fu svantaggiosa e alla fine la catapulta fu scambiata con degli argani che calavano e poi riprendevano il velivolo.

## Successive modifiche
Già nel 1926-1927 i fumaioli furono modificati allo scopo di correggere l'errata espulsione dei fumi di scarico, che coprivano il ponte. Nel 1930 fu rimossa la piattaforma di lancio smontabile, dimostratasi poco utile, e tra 1931 e 1933 i due incrociatori furono dotati di un nuovo apparato contraereo, impostato su quattro pezzi Type 10 da 120 mm L/45 su affusto individuale e su due impianti binati di mitragliatrici pesanti Type 93 da 13,2 mm, posti davanti alla plancia.

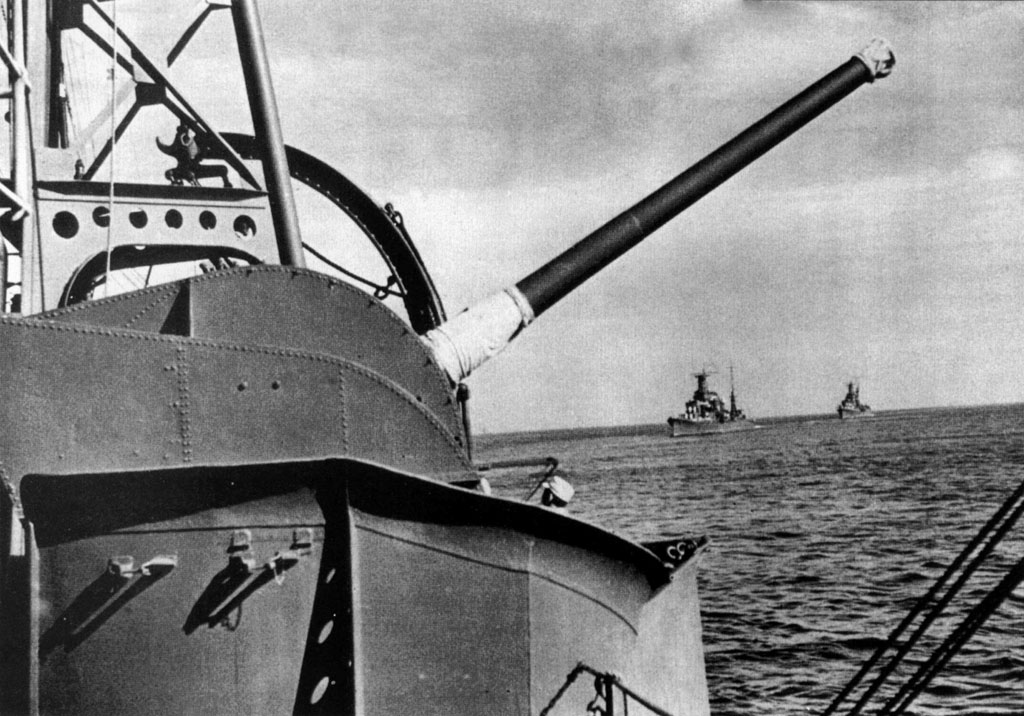
Il cannone Type 10 da 120 mm, uno dei nuovi modelli di arma installati sulla classe

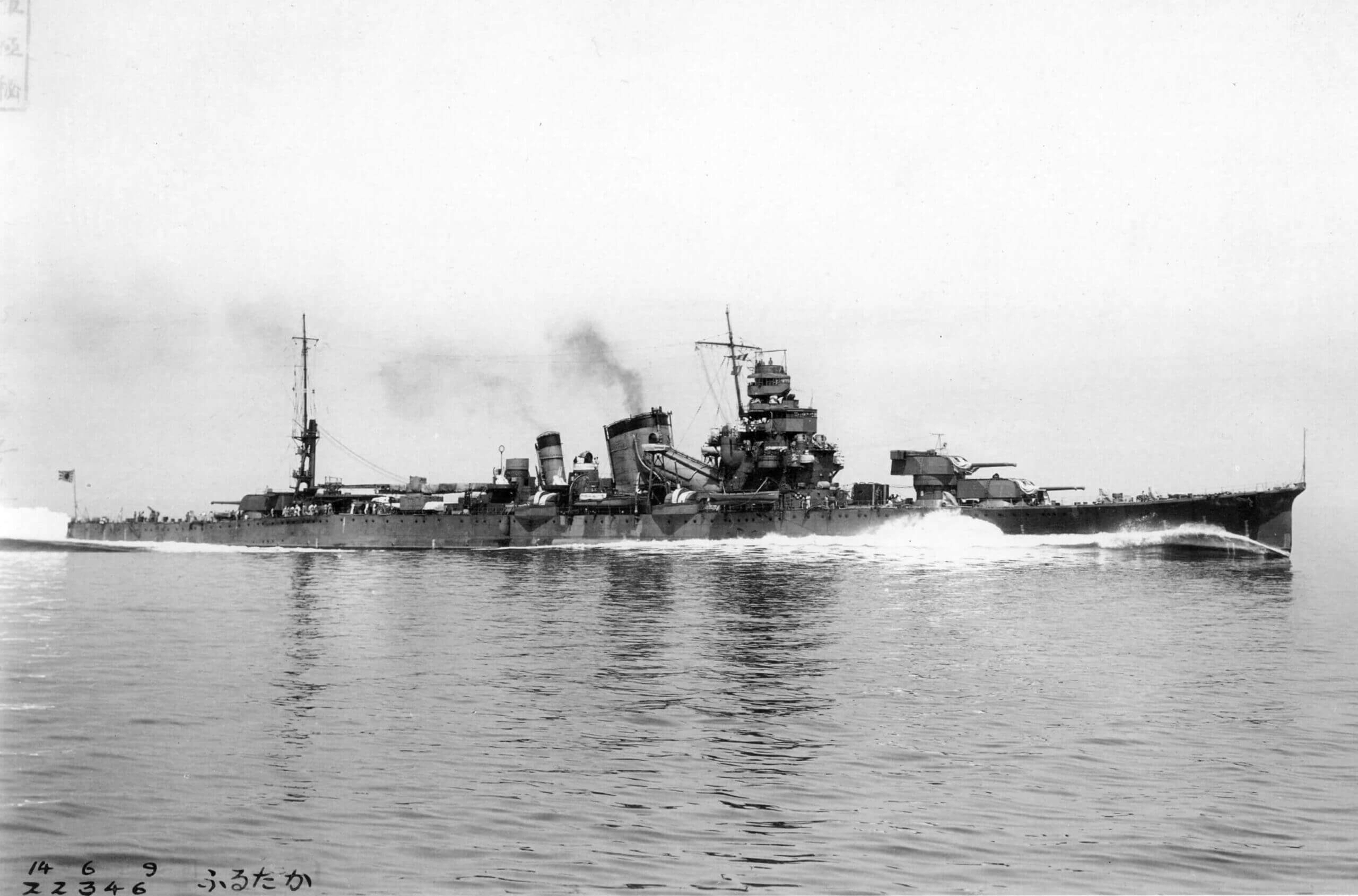
Il Furutaka durante una prova di velocità nel 1939; da notare le torri binate e il nuovo profilo della sovrastruttura prodiera

Visto che necessitavano di un controllo delle turbine, la marina giapponese anticipò la prevista modernizzazione del Furutaka e del Kako, che avvenne rispettivamente a Kure (aprile 1937-aprile 1939) e a Sasebo (luglio 1936-dicembre 1937). In seguito ai pesanti interventi le unità disposero di tre torri binate modello E2, due a prua e una a poppa con cannoni Type 3 numero 2 da 203 mm L/50, mentre la difesa antiaerea a breve raggio fu incrementata da quattro impianti binati di cannoni Type 96 da 25 mm L/60 disposti a mezzanave. Furono poi implementate due installazioni quadrinate di tubi lanciasiluri brandeggiabili (uno per fiancata) con una scorta di sedici ordigni Type 93, di grande efficacia. La sovrastruttura anteriore fu del tutto ricostruita e ciò permise di alloggiarvi sistemi di controllo del tiro più moderni per tutte le armi di bordo e dietro le sovrastrutture di poppa fu inchiavardata una nuova catapulta per aerei. Le macchine rinunciarono alle due caldaie ad alimentazione mista e le dieci rimanenti furono modificate perché aumentassero il gettito di vapore; la potenza totale erogata ascese dunque a 110 000 shp e la riserva arrivò a 1 858 tonnellate di olio combustibile, che garantivano un'autonomia di 7 900 miglia a una velocità media di 14 nodi (14 600 chilometri a 27 km/h). Infine fu rivista la sistemazione del ponte di poppa, dove fu inchiavardato un paranco, una catapulta permanente e altri equipaggiamenti per l'impiego di due idrovolanti Kawanishi E7K2.
Queste modifiche provocarono l'aumento del dislocamento a 8 840 tonnellate (10 506 tonnellate a pieno carico), perciò furono operati interventi di allargamento delle controcarene; il pescaggio fu così stabilizzato a 5,61 metri e la larghezza fu portata a 16,93 metri. La velocità di punta risentì comunque del peso aggiunto e si abbassò ai 33 nodi massimi, cosa che forse consigliò l'adozione di eliche dal nuovo disegno.